# Toñi Moreno
Antonia Moreno Morales (El Prat del Llobregat, 7 de juny de 1973), més coneguda com a Toñi Moreno, és una presentadora espanyola.

## Carrera professional
El 1985, amb 12 anys, Moreno inicia la seva trajectòria radiofònica en una emissora de ràdio anomenada Radio Sanlúcar. Als 14 anys abandona el món de la locució per dedicar-se a la seva faceta televisiva a Telesanlúcar, televisió local on va debutar enfront de les càmeres. Temps després es va incorporar a Canal Sur on va ser reportera del programa Andalucía Directo. Des de llavors, ha desenvolupat una extensa carrera professional a la televisió, on ha treballat en espais lligats a la televisió andalusa com Tiene arreglo o 75 minutos, als quals ha estat lligada durant vuit anys. Després de marxar de Canal Sur, a Antena 3 va exercir la feina de conduir en el reality Libertad vigilada en el magazín matinal Cada día com a responsable de coordinació o com a reportera. Ja en Cuatro, va estar al capdavant de l'espai 1 Equipo.
El seu treball més recent va ser la conducció de l'espai Entre todos, un programa de solidaritat i participació ciutadana —la versió nacional de Tiene arreglo—, que des del 26 d'agost de 2013 fins al 27 de juny de 2014 va presentar a La 1 de Televisió Espanyola. El 15 de setembre amb l'arrencada de la nova temporada televisiva va tornar al mateix canal amb un altre programa de tarda anomenat T con T, que va succeir al cancel·lat Entre todos. No obstant això, dos mesos després, seria retirat de la graella de programació pels seus baixos índexs d'audiència. Des de juny de 2015 condueix a Canal Sur el programa Los descendientes.

## Premis i reconeixements
- 2011. Premi de l'ATV al millor programa d'actualitat autonòmica per 75 minutos.[15]
- 2011. Insígnia d'Or de Sanlúcar de Barrameda.[5]